# ビュールシュタット
ビュールシュタット (ドイツ語: Bürstadt, ドイツ語発音: [ˈbyː̯ɐʃtat]) は、ドイツ連邦共和国ヘッセン州ベルクシュトラーセ郡に属す市。

## 地理

### 位置
ビュールシュタットはライン川とオーデンヴァルトの間のオーバーライン地溝帯内ヘシシェン・リートに位置する。

### 隣接する市町村
ビュールシュタットは、北をビブリス、北東をアインハウゼン、東をロルシュ、南と西をラムペルトハイムに境を接している。

### 市の構成
ビュールシュタットは3つの市区からなる。ボブシュタット区、ビュールシュタット区、リートローデ区である。ボブシュタットとリートローデはビュールシュタットから約1kmの距離にある。また、ボックスハイマーホーフもこの都市に含まれる。

## 歴史
「Bürstadt」の名前は「Bisos Stätte」に由来する。Bisoはこの地域を所領としたフランク人の領主である。（「Stätte」＝「場所」）
ビュールシュタットは文化的、歴史的にドイツで最も古い可能性がある土地に位置する。オーバーライン地溝帯の肥沃な土地と鳥獣の種類が多いことでライン河畔には大変に古くから定住者があった。
ビュールシュタット市内のザックシュタインと呼ばれる高さ1.35mのモノリスは、おそらく新石器時代後期のメンヒルである。ビュールシュタットの森にある墳丘からは、ハルシュタット期に分類される出土品が発見されている。ラ・テーヌ期初期の出土品の量も注目すべきで、中にはたとえば紀元前500年頃に創られた指の模様がついた手作りの杯などがある。この他、ビュールシュタットの森の辺縁部には広大なローマ人入植地の跡がある。ケルト人が造った町にまで遡るニーベルンゲンの街ヴォルムスと帝国修道院ロルシュの中間に位置するビュールシュタットにはカロリング朝の王領が設けられた。ロルシュ修道院は764年にカンコール伯によって設けられた修道院で、9世紀から12世紀にかけてドイツ最大で最も有力なベネディクト会修道院となった。ビュールシュタットは、767年11月1日付の寄贈証明書に初めて記録されている。カンコール伯の子息ハイメリヒは、782年にその所領であるボブシュタットをロルシュ修道院に寄進した。これがボブシュタットの文献上最初の記録である。789年には、帝国修道院ロルシュ修道院の所領としてボックスハイマーホーフが初めて記録されている。最初この農場は、「Villa wizzilin」あるいは「Wizzelai」と表記されていたが、1275年には「Boxheim」と記述されている。
873年の4月末、ドイツ人王ルートヴィヒは、ビュールシュタットで帝国会議を催した。この会議は、デンマーク王ジークフリートの派遣した公使と大モラヴィア王国のスヴァトプルクの使者を受け容れるかどうかを話し合うものであった。また、ルートヴィヒとその息子達との和解もなされた。
1232年、ビュールシュタットはロルシュ修道院とともにマインツ大司教領となった。ボブシュタットは1427年にヴァッテンハイム家のレーエンとなったが、1440年にペーター・フォン・ヴァッテンハムが亡くなると、ヴォルムス司教領になった。ヴォルムス司教ヨハンはボブシュタットの村とその裁判権を1443年にコンラート・フォン・フランケンシュタインに与えた。コンラートは、フランケンシュタイン一門でレーエン領主となった初めての人物である。フランケンシュタイン家の統治は1780年まで続いた。
1461年にビュールシュタットはプファルツ選帝侯に質入れされた。1556年、プファルツ選帝侯はビュールシュタットにも宗教改革をもたらした。1618年から1648年の三十年戦争ではビュールシュタットのすべての家屋が焼き払われ、その後ほぼ10年間、この村は無人となった。1618年には約700人だった人口は、1648年にはわずか154人になっていた。この間の1623年にビュールシュタットは再びマインツ大司教領になり、カトリックに改宗された。1723年にはバロック様式の聖ミヒャエル教会の建設が始まった。1780年、ボブシュタットはフランケンシュタイン家の統治から、ヴォルムスの役所であるアムト・ラムペルトハイムの管理下に移された。
1803年にマインツ大司教領が解体され、ビュールシュタットはヘッセン大公領となった。1824年11月3日にノルトハイム付近（現ビブリス）の開墾地の堤防が決壊し、ライン川が氾濫した。これによりボブシュタットは深刻な被害を受けた。1882年にカトリックの聖ミヒャエル教会の司祭ペーター・イッツェルが日雇い労働者に刺殺された。これによりビュールシュタットに悪い評判がつき、「メッサーシュテッヒャー」（すぐに刃物騒ぎを起こす喧嘩屋）というあだ名がつけられた。1936年7月10日、ヘッセンの世襲農地の村リートローデが初めて完成し、28家族に与えられた。
1945年アメリカ軍がビュールシュタットの家屋を接収し、即日ヴォルムスに進駐した。1967年にビュールシュタットに都市権が与えられた。
2005年に世界最大規模の屋上型光発電システムが作られた（45,000m2、出力 5MW）。この年、ビュールシュタットは太陽光ブンデスリーガの1万人から10万人都市カテゴリの優勝都市となった。翌2006年には「花の協約」コンテストで金メダルを獲得した。さらに2007年2月22日にドイツ最大のバイオガス利用施設が設立された（電力量換算で約2.2MW）。2008年9月5-7日に第1回メッセ「EnergieTrends+」が開催された。

### 町村合併

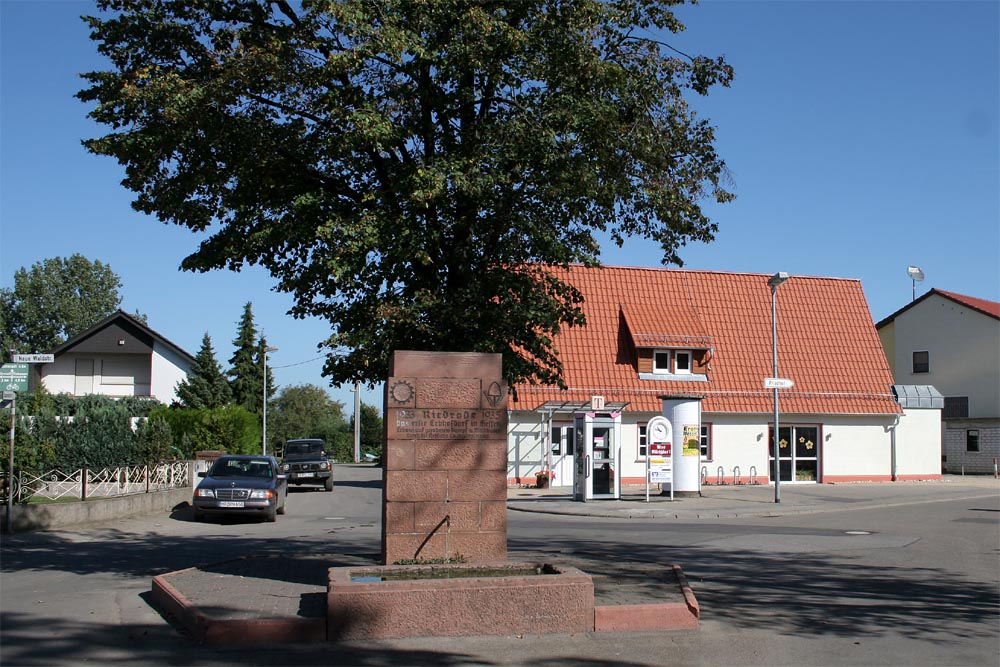
リートローデの広場

- ボブシュタット
- リートローデ（1971年5月15日）

### 町村分離
- ローゼンガルテン

### 人口推移
- 1806年: 1,357
- 1867年: 2,765
- 1925年: 7,144
- 1988年: 15,214
- 2000年: 15,247
- 2005年: 15,427
- 2010年: 15,541
- 2015年: 16,060

## 行政

### 市議会
ビュールシュタット市議会は31人の議員からなる。

### 市長
ビュールシュタットでは、1989年から2013年までアルフォンス・ハーク(CDU)が市長を務めた。2013年2月17日にバルバラ・シャーダー (CDU) が市長に選出され、同年7月1日に同職に就任した。

### 紋章
ロルシュの先端が尖った十字は、767年から1232年までロルシュ修道院に属したことを示す。1461年にプファルツ選帝侯に質入れされたことを表すのが紋章上部の銀と青の斜め格子模様である。ビュールシュタットは1632年にマインツ選帝侯領に戻され、1803年にヘッセン大公領となった。これを暗示するのが下部の地色の赤色である。

### 友好都市
- クリーグラハ(Krieglach)（オーストリア、シュタイアーマルク州）1974年
- Wittelsheim（フランス、オー＝ラン県）1982年

### 交流協定
- 皆野町　(日本、埼玉県)1984年
- グラウヒャウ(Glauchau)(ドイツザクセン州)1991年

## 交通と社会資本

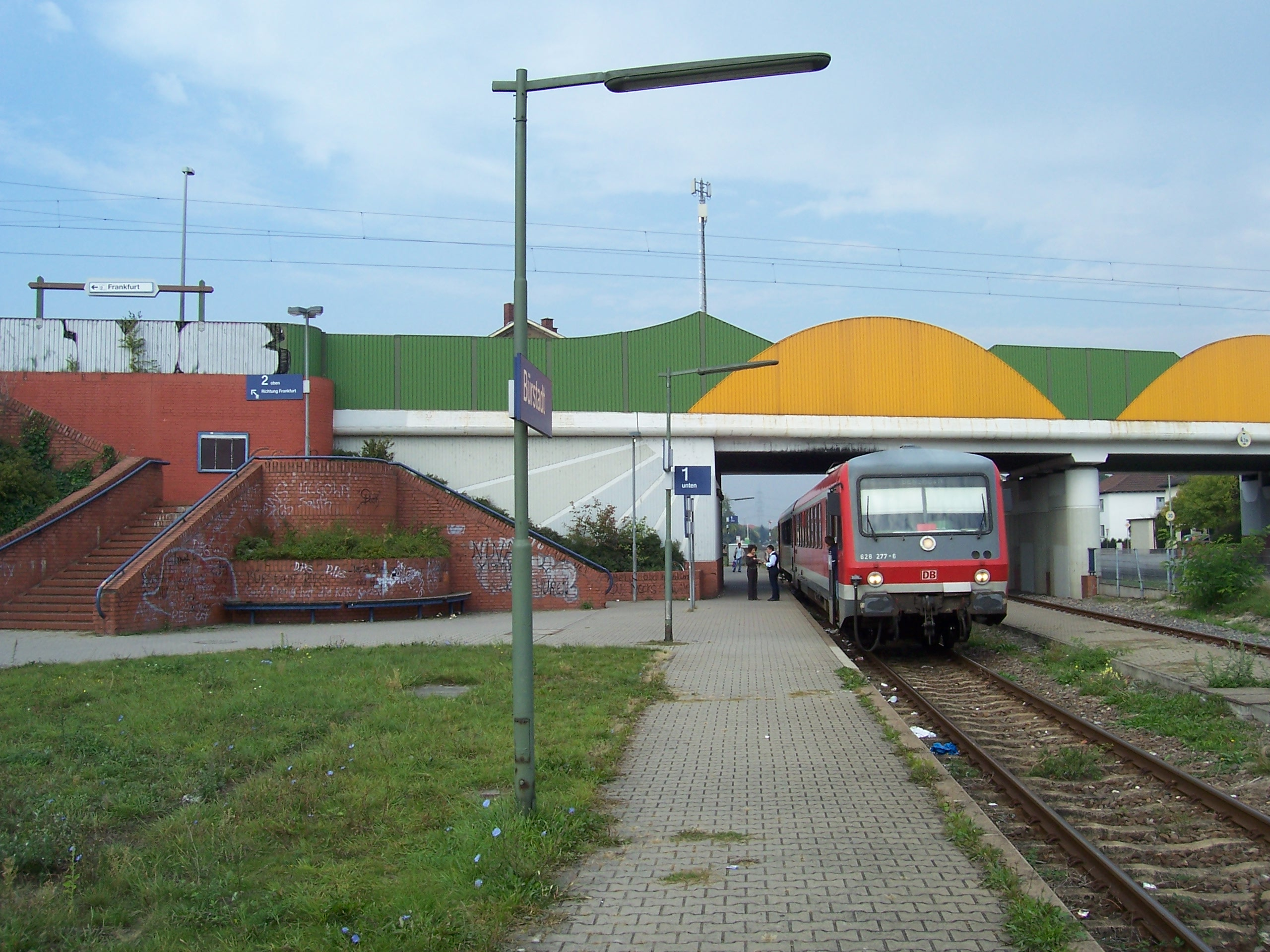
ビュールシュタット駅、跨線橋上がリート鉄道のプラットホーム、下がニーベルンゲン鉄道のプラットホームでベンスハイム行きの列車が停車している

ビュールシュタットはライン＝ネッカー＝ドライエックの北部、連邦道B47号線およびB44号線沿いに位置する。アウトバーンを利用する場合は、A67号線のロルシュ・インターチェンジを利用する（約5km）。
ビュールシュタット駅は、リート鉄道（マンハイム - フランクフルト・アム・マイン）とニーベルンゲン鉄道（ヴォルムス - ベンスハイム）の交差する駅である。このためビュールシュタット駅からは四方に路線が延びている。
フランクフルト国際空港へは約60kmの距離である。

### 余暇
- 太陽光発熱式森のプール（屋外プール）
- 6レーンの陸上競技場
- VfRビュールシュタットの500人収容のサッカー場
- リートローデ区の人工芝施設
- シラー青年の家

## 経済
ビュールシュタットは、2004年以降、物流会社の屋根の上に世界最大の屋根上式の光発電システムが設けられている。この他、ビュールシュタットにはRWE AGの380kVの変電所がある。この施設は1957年10月4日に操業開始した。

## 人物

### 出身者
- イローナ・デル（1948年 - ）政治家
- イングリート・シュミット（1955年 - ）連邦労働裁判所総裁

### ゆかりの人物
- マンディ・カプリスト（1990年 - ）バンド「モンローゼ」のヴォーカル、ビュールシュタット在住。

## 引用
1. ↑  Hessisches Statistisches Landesamt: Bevölkerung in Hessen am 31.12.2023 (Landkreise, kreisfreie Städte und Gemeinden, Einwohnerzahlen auf Grundlage des Zensus 2011)]
2. ↑  Max Mangold, ed (2005). Duden, Aussprachewörterbuch (6 ed.). Dudenverl. p. 224. ISBN 978-3-411-04066-7